# Карамалькаси
Карамалька́си (рос. Карамалькасы, чув. Карамалькасси) — присілок у Чувашії Російської Федерації, у складі Кадікасинського сільського поселення Моргауського району.
Населення — 159 осіб (2010; 151 в 2002, 248 в 1979; 247 в 1939, 228 в 1926, 181 в 1906, 110 в 1858).

## Історія
Утворився як околоток села Анат-Кіняри. До 1866 року селяни мали статус державних, займались землеробством, тваринництвом, бондарством, виробництвом тканин. 1930 року утворено колгосп «Безбожник». До 1920 року присілок перебував у складі Сюндирської волості Козьмодемьянського, до 1927 року — Чебоксарського повіту. 1927 року присілок переданий до складу Татаркасинського району, 1939 року — до складу Сундирського, 1962 року — до складу Чебоксарського, 1964 року — до складу Моргауського району.

## Господарство
У присілку діють 2 магазини.